# 노버트 셰먼스키
 노버트 "노브" 셰먼스키(영어: Norbert "Norb" Schemansky, 1924년 5월 30일 ~ 2016년 9월 7일)는 미국의 은퇴한 역도 선수이다.
그는 1956년 하계 올림픽 당시 등 부상으로 불참했으나, 역도 선수로는 최초로 올림픽 메달을 4개 획득하였다. 1948년 하계 올림픽에서 은메달을 획득하고, 1952년 하계 올림픽에서 금메달을 획득하였다. 1960년과 1964년 하계 올림픽에서는 동메달을 획득하였다.

## 생애 및 선수 경력
세계 선수권 대회에서 3연패했고 팬아메리칸 게임에서 금메달을 획득했다. 자신의 긴 선수 경력 (1947-1972)동안 그는 13개의 공식 세계 기록, 11개의 비공식 세계 기록을 세웠다.
1997년 국제 역도 연맹 명예의 전당에 헌액되었다.
디트로이트에서 태어나서 자라온 그는 1959년 이래 자신의 이름을 딴 도시의 공원이 있는 미시간주 디어본에서 살았다. 제2차 세계 대전 당시 미국 육군 184대공포병대대에서 복무했으며 벌지 전투에 참전했다.